# أوليفر تومسون
أوليفر تومسون (بالإنجليزية: Oliver Thompson)‏ هو موسيقي بريطاني، ولد في 22 مارس 1988 في Swanage ‏ في المملكة المتحدة.